# Peleliu
Peleliu (o Beliliou) és una illa de la República de Palau. Peleliu forma, junt ta dues illes més un dels 16 estats de Palau. Està situada al nord-est d'Angaur i al sud-oest de Koror. L'illa és coneguda pels historiadors per ser on hi va haver la batalla de Peleliu a la Segona Guerra Mundial i és un lloc de memorial per estatunidencs i japonesos.
Peleliu té una superfície total de 13 km² i 700 habitants, la majoria viuen a la vila de Kloulklubed capital d'aquest estat en total i a 4 poblacions, que són Kloulklubed (nord-oest), Imelechol (nord-est), Lademisang (al sud) i Ongeuidel (al nord).

## Història

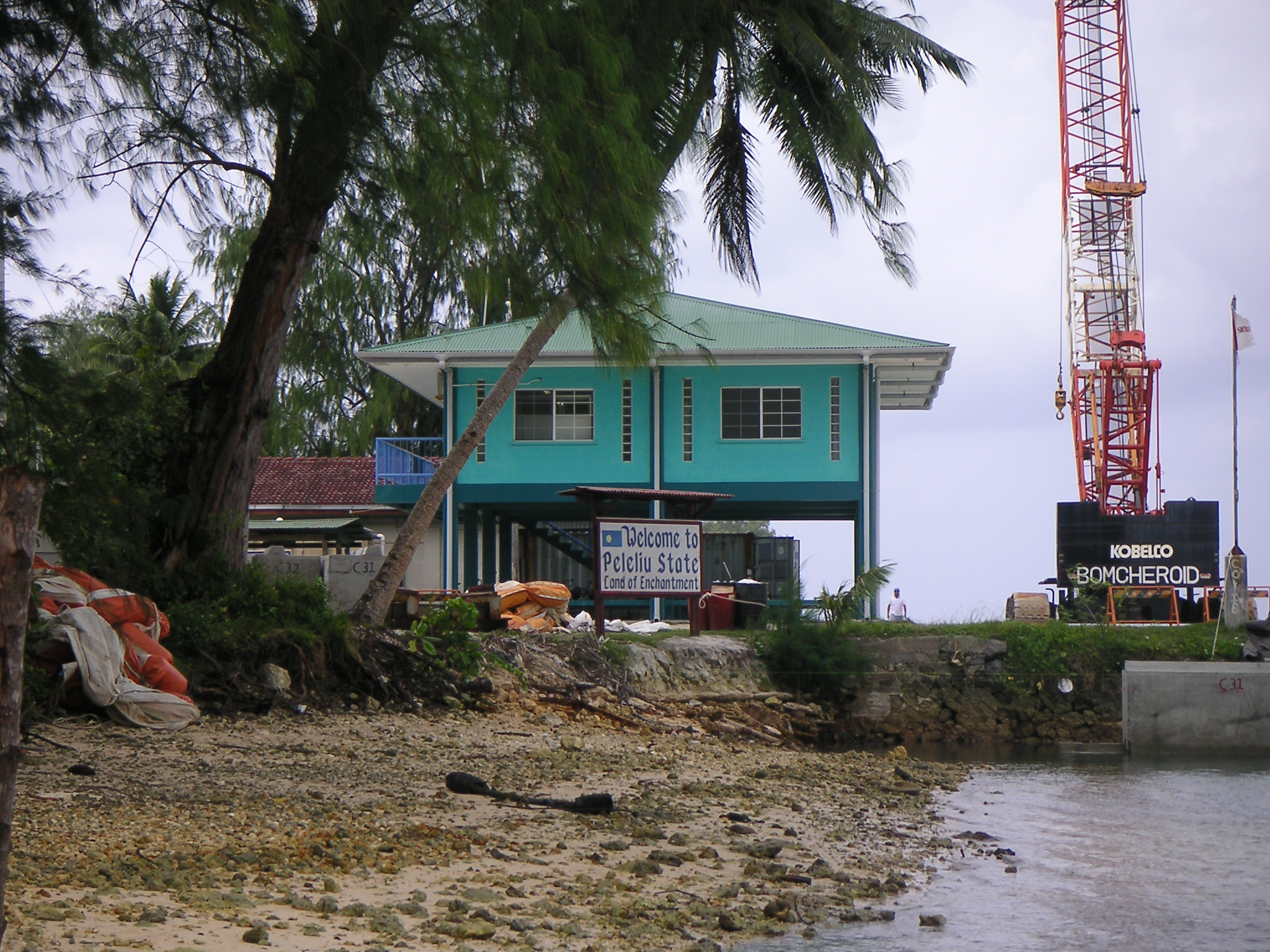
Peleliu el 2006

Peleliu estava dividit tradicionalment en cinc pobles. Teliu es troba a la costa sud-oest limitada al nord amb Ngerkeiukl a la costa oest, Ngesias a la part central de l'illa i Ngerdelolk a la costa est. Ngerchol ocupa la part nord de l'illa al costat oest de Bloody Nose Ridge. La major part de les restes superficials dels pobles tradicionals s'han esborrat. No obstant això, les ubicacions dels pobles i de les característiques dins dels pobles es coneixen i es conserven en la tradició oral. Aquestes característiques tradicionals són símbols importants que donen identitat a famílies, clans i regions.
La llacuna i les illes de roca adjacents són àrees de recursos importants, i probablement van ser explotades intensivament des de la prehistòrica. Els recursos naturals inclouen moltes espècies diferents d'arbres i altres plantes i moltes espècies de peixos i mariscs. A les illes, els jardins tradicionals s'haurien situat en zones on s'havia acumulat terra suficient en bosses baixes i aiguamolls.
El primer albirament de Peleliu, Babeldaob i Koror registrat pels occidentals va ser per l'expedició espanyola de Ruy López de Villalobos a finals de gener de 1543. Aleshores van anomenar l'espai com Los Arrecifes ("Els esculls" en castellà). Al novembre i desembre de 1710 aquestes tres illes van ser novament visitades i explorades per l'expedició missionera espanyola comandada per Francisco Padilla a bord del patatxo Santísima Trinidad. Dos anys més tard van ser explorats en detall per l'expedició de l'oficial naval espanyol Bernardo de Egoy. Després de la seva derrota a la guerra hispano-estatunidenca, Espanya va vendre Palau (incloent Peleliu) a Alemanya el 1899. El control va passar al Japó el 1914.
Durant la Segona Guerra Mundial, la batalla de Peleliu va ser una batalla important entre unitats del Cos de Marines dels Estats Units i l'Exèrcit dels Estats Units contra l'Exèrcit Imperial Japonès el 1944. La batalla per l'illa va ser especialment brutal perquè en aquest moment l'exèrcit japonès havia desenvolupat tàctiques de defensa de l'illa amb fortificacions fortes a les coves de l'illa i formacions rocoses dins de les muntanyes d'Umurbrogol (Bloody Nose Ridge), cosa que va permetre una defensa en profunditat que va maximitzar les baixes a l'illa. En ambdós bàndols implicats en els combats hi va haver grans pèrdues amb més de 2.000 nord-americans i 10.000 japonesos morts, però, en general, no hi va haver víctimes entre els civils locals perquè van ser evacuats dels combats a altres illes de Palau.
Les ruïnes de moltes de les instal·lacions militars de l'època, com la pista d'aterratge, encara estan intactes, i els naufragis de la batalla continuen sent visibles sota l'aigua just davant de la costa. Hi ha monuments commemoratius de guerra a l'illa per als morts americans i japonesos. Peleliu i Angaur van ser les úniques illes de l'arxipèlag de Palau que van ser ocupades pels americans durant la guerra. La capital de Koror va romandre en mans japoneses fins al final de la guerra.
Peleliu es va posar formalment sota el control dels Estats Units sota els auspicis de les Nacions Unides el 1947 com a part del Territori Fiduciari de les Illes del Pacífic. El 1947, dos anys i mig després de la rendició japonesa, hi havia més de 30 japonesos encara amagats a les coves, creient que la guerra no havia acabat. Els nord-americans van enviar un alt oficial militar japonès a les coves per convèncer-los de rendir-se i l'últim supervivent japonès, Keiji Nagai, va morir el 2019.
Palau es va independitzar el 1978, i Peleliu es va organitzar com a estat dins la nova república. L'agost de 2014, Peleliu va acollir la "retirada del líder" al 45è Fòrum de les Illes del Pacífic, amb representants dels 15 estats membres del fòrum.